# 에버 (휴대 전화)
에버(Ever)는 KT테크의 휴대 전화 브랜드였다. 2010년 12월 1일부터 KT테크가 스마트폰 브랜드를 테이크로 변경하고 일반 피처폰에는 회사명을 브랜드로 쓰기로 함에 따라 에버 브랜드는 소멸되었다. (근데 2012년에 출시된 스마트볼엔 에버 브렌드가 들어갔다 그러므로 2012년까진 사용된거다)

## 현황
출시 초기에는 이렇다할 성과나 점유율의 영향이 없었으나, 2009년에는 세계 최초의 7mm 급 초슬림폰(EV-K100)과 세계에서 가장 얇은 DMB폰(EV-KD300)을 출시하는 등 기술적 마케팅에서의 두드러진 활약으로 점유율에서도 상당부분을 차지하고 있다. 한 때 SK텔레콤에 납품할 가능성이 제기되었으며, 실제로 LG유플러스 가입자용 지상파 DMB폰(EV-LD100)이 출시될 뻔도 하였다.

## 제품 구분
에버의 제품명은 다음과 같은 구조를 가지고 있다.
- KTF-X0000 (2006년 3월 이전 출시 모델)
- EV-X000 (2006년 3월 이후 출시 모델)

X에 들어간 알파벳에 따라 다음과 같이 구분된다.
- X, E : 초기 생산 기종. 단, X1000의 경우 에버가 아닌 피츠(Fitz)라는 브랜드로 출시하였다.
- T : 2005년 가을부터 2006년 봄까지 생산된 기종
- K : 2006년 3월 이후 출시된 2G(CDMA) 기종
- KD : DMB 지원 2G(CDMA) 기종
- W : 3G(WCDMA) 기종
- F : 3G(WCDMA) FMC 기종
- HM : HSDPA 모뎀
- WM : 와이브로 모뎀
- S : 3G 스마트폰 관련 기종
- E : LTE 스마트폰 관련 기종

## 제품 목록
본 목록은 2006년 이후에 출시된 모델을 기준으로 정리하였다.

### K 계열
- EV-K100 (넘버 7)
- EV-K130 (미니 슬라이드)
- EV-K150 (초슬림 슬라이드폰)
- EV-K160
- EV-K170 (베이직)
- EV-K200 (에센스)
- EV-KD330 (초슬림 DMB폰)
- EV-KD350 (멀티분할 DMB폰)
- EV-KD370 (360)

### W 계열
- EV-W100 (블랙메탈)
- EV-W200 (크리스탈)
- EV-W250 (블랙큐브)
- EV-W270 (미러폰)
- EV-W300 (슬림TV)
- EV-W350 (플러스홀릭 / 트랜스폼)
- EV-W370 (스마트TV)
- EV-W420 (슬림팬더)
- EV-W400 (서태지폰)
- EV-W405 (서태지영상폰)
- EV-W450 (터치스타)
- EV-W470 (S-Holic / 엑스슬림)
- EV-W530 (오디션)
- EV-W550 (러브쉐이크)
- EV-W700 (부비부비 (풀터치폰))
- EV-W710 (저가형 폴더폰) (미출시)
- EV-W730 (저가형 풀터치폰) (미출시)

### F 계열
- EV-F100 (매직듀오 오피스)
- EV-F110 (매직듀오)
- EV-F200 (부비부비 F4)
- EV-F500 (몽글몽글 (풀터치폰))
- EV-F600 (브릭스 (풀터치폰))

### S 계열
본 계열은 에버 브랜드 사장 이후 모델명 앞 자리를 EV에서 KM으로 변경하였다.
- EV-S100 (테이크)
- EV-S110 (스마트볼)
- KM-S120 (테이크 2)
- KM-S200 (테이크 야누스)
- KM-S220 (테이크 타키)
- KM-S220H (테이크 타키(CJ헬로비전 헬로모바일 OEM))
- KM-S300 (테이크 HD)
- KM-S330 (테이크 FiT)

### E 계열
- KM-E100 (테이크 LTE)

## 후원
2003년에는 온게임넷 프로리그를 후원하였고, 2004년부터 2009년까지 같은 채널의 스타리그를 후원하였다. 단 (2006년은 제외)
- KTF EVER컵 온게임넷 프로리그

## 같이 보기
- KT테크